# (4215) Kamo
(4215) Kamo es un asteroide perteneciente al cinturón de asteroides, descubierto el 14 de noviembre de 1987 por Seiji Ueda y el astrónomo Hiroshi Kaneda desde el Kushiro Marsh Observatory, Hokkaido, Japón.

## Designación y nombre
Designado provisionalmente como 1987 VE1. Fue nombrado Kamo en honor a Akira Kamo que estableció una red de observadores de cometas en Japón en 1968.